# Акривія
Акривія — (від грецьк.akrivia – точність, пунктуальність) — суворе додержання і застосування церковних канонічних вимог і правил при вирішенні питань догматичного                (догматичного) характеру, які, з точки зору церкви, не можуть зазнавати принципових змін. У християнстві необхідність такого підходу особливо підкреслюється православними богословами. Акривії протистоїть принцип ікономії, яким рекомендується керуватися в практичному церковному житті і пастирській діяльності.
Якщо ікономія являється принципом практичної користі, то акривія  — це принцип абсолютності, строгої визначеності, яка виключає різного роду дводумство і невизначеність, які допустимі в області практичного церковного життя, і пастерської діяльності, які вирішуються згідно церковної ікономії. Звідси неможливо зробити висновок, що акривія це підхід до вирішення питань з принципіальної позиції, і ікономія  — підхід який не має принципів, тому що в основі і першого, і другого лежать вищі церковні принципи.